# Живорад Атанацковић
Живорад Атанацковић - Жика (Кладово, 18. јун 1933 — Абтштајнах, Немачка, 19. октобар 1998) био је српски стрипски аутор.
Најбитнија дела у едицији „Никад робом“ била су му серијал о Хајдук Вељку, те стрипови „Хвалисав из Гацка“, „Победоносни сукоб“, „Ђавоља команда“ и „Заседа“.
У тој едицији је по сопственим сценаријима урадио приче „Хероји са Чегра“, „Издајник са Клопотника“, „Варваринска битка“, „Под ватром 'Дебелих Берти'", „Окршај крај Дунава“, „Ђавоља команда“ и „Бунтовников син“.
По сценаријима М. Јанковића нацртао је стрипове „Слепи цар Дељан“, „Златни град“, „Ханума из Удбине“, „Витезови из Стубице“, „Јунаци са Куманова“, „Црни Коњаник“, „Витез плавих висина“, „Битка на Велбужду“ и „Бесмртна одбрана Београда“, а по сценарију М. Перића причу „У пламену буне“.